# Discografia de Adriana Calcanhotto
A discografia de Adriana Calcanhotto, cantora, compositora, intérprete, instrumentista, produtora musical, arranjadora, escritora e ilustradora brasileira, consiste em treze álbuns de estúdio (incluindo três lançados sob o pseudônimo Adriana Partimpim), seis álbuns ao vivo, quatro compilações, um álbum de remixes. A videografia relacionada da artista é formada por oito álbuns de vídeo, com o primeiro sendo lançado somente no formato de VHS. No decorrer de sua carreira, Calcanhotto recebeu no Brasil seis discos de ouro, um disco de platina e um disco de platina dupla, enquanto em Portugal, recebeu dois discos de ouro e um disco de platina quádrupla.
Em 2004, Adriana lançou o álbum Adriana Partimpim, projeto chamado pela cantora de "disco de classificação livre". O álbum vendeu mais de cem mil cópias no Brasil, garantindo um disco de ouro. Em Portugal, o álbum permaneceu em primeiro lugar na tabela de álbuns mais vendidos do país por sete semanas consecutivas, vendendo mais de setenta e cinco mil cópias no território, o equivalente ao disco de platina quádrupla. O projeto ganhou uma versão ao vivo, Adriana Partimpim - O Show, que venceu o Grammy Latino de álbum infantil latino do ano.
Em 2023, lançou seu décimo terceiro álbum de estúdio, Errante, acompanhado dos singles "Horário de Verão" e "Pra Lhe Dizer". Lançado apenas para download digital e em plataformas de streaming no Brasil, o álbum foi lançado nos formatos de LP e CD na Europa.

## Álbuns de estúdio
| Álbum                                                                | Detalhes                                                                                        | Melhores posições atingidas | Vendas                 | Certificações                   |
| Álbum                                                                | Detalhes                                                                                        | POR                         | Vendas                 | Certificações                   |
| -------------------------------------------------------------------- | ----------------------------------------------------------------------------------------------- | --------------------------- | ---------------------- | ------------------------------- |
| Enguiço                                                              | - Lançamento: 1990 - Gravadora: CBS/Columbia Records - Formatos: LP, CD                         | —                           | - : 100.000            |                                 |
| Senhas                                                               | - Lançamento: 1992 - Gravadora: CBS/Columbia Records - Formatos: LP, CD, K7                     | —                           | - : 150.000            | - PMB: Ouro                     |
| A Fábrica do Poema                                                   | - Lançamento: 1994 - Gravadora: Sony Music/Epic - Formatos: LP, CD                              | —                           | - : 150.000            |                                 |
| Maritmo                                                              | - Lançamento: 1998 - Gravadora: Sony BMG - Formatos: CD                                         | —                           | - : 150.000            |                                 |
| Cantada                                                              | - Lançamento: 2002 - Gravadora: BMG - Formatos: CD                                              | 19                          | - : 250.000 - : 20.000 | - PMB: Ouro - : AFP: Ouro       |
| Adriana Partimpim                                                    | - Lançamento: 2004 - Gravadora: BMG - Formatos: CD                                              | 1                           | - : 200.000 - : 75.000 | - PMB: Ouro - : AFP: 4× Platina |
| Maré                                                                 | - Lançamento: 2008 - Gravadora: Sony/BMG - Formatos: CD                                         | 5                           | - : 44.000 - : 10.000  | - : AFP: Ouro                   |
| Partimpim Dois                                                       | - Lançamento: 2009 - Gravadora: Sony Music - Formatos: CD, CD+DVD                               | —                           | - : 65.000             |                                 |
| O Micróbio do Samba                                                  | - Lançamento: 21 de março de 2011 - Gravadora: Sony Music - Formatos: CD, LP                    | 9                           | - : 25.000             |                                 |
| Partimpim Tlês                                                       | - Lançamento: 1 de outubro de 2012 - Gravadora: Sony Music - Formatos: CD, LP, download digital | —                           | - : 25.000             |                                 |
| Margem                                                               | - Lançamento: 7 de junho de 2019 - Gravadora: Sony Music - Formatos: CD, LP, download digital   | 10                          | - : 2.500              |                                 |
| Só                                                                   | - Lançamento: 29 de maio de 2020 - Gravadora: Minha Música - Formatos: download digital, LP     | —                           |                        |                                 |
| Errante                                                              | - Lançamento: 31 de março de 2023 - Gravadora: BMG - Formatos: download digital, CD, LP         | —                           |                        |                                 |
| "—" indica uma obra que não entrou na tabela musical correspondente. |                                                                                                 |                             |                        |                                 |

## Álbuns ao vivo
| Álbum                                                                | Detalhes                                                                                         | Melhores posições atingidas | Vendas      | Certificações  |
| Álbum                                                                | Detalhes                                                                                         | POR                         | Vendas      | Certificações  |
| -------------------------------------------------------------------- | ------------------------------------------------------------------------------------------------ | --------------------------- | ----------- | -------------- |
| Público                                                              | - Lançamento: 2000 - Gravadora: Sony BMG - Formatos: CD                                          | 22                          | - : 600.000 | - PMB: Platina |
| Adriana Partimpim - O Show                                           | - Lançamento: 2005 - Gravadora: BMG - Formatos: CD+DVD                                           | —                           | - : 200.000 | - PMB: Ouro    |
| Multishow ao Vivo: Micróbio Vivo                                     | - Lançamento: 25 de junho 2012 - Gravadora: Sony Music - Formatos: CD, download digital          | —                           | - : 5.000   |                |
| Olhos de Onda                                                        | - Lançamento: 6 maio de 2014 - Gravadora: Sony Music - Formatos: CD, download digital            | —                           | - : 35.000  |                |
| Loucura: Adriana Calcanhotto canta Lupicínio Rodrigues (Ao Vivo)     | - Lançamento: 31 de julho de 2015 - Gravadora: Sony Music - Formatos: CD, download digital       | 10                          | - : 20.000  |                |
| Margem, Finda a Viagem (Ao Vivo)                                     | - Lançamento: 13 de novembro de 2020 - Gravadora: Biscoito Fino - Formatos: CD, download digital | —                           | - : 1.000   |                |
| "—" indica uma obra que não entrou na tabela musical correspondente. |                                                                                                  |                             |             |                |

## Álbuns de compilação
| Álbum                        | Detalhes                                                                                   | Vendas      | Certificações     |
| ---------------------------- | ------------------------------------------------------------------------------------------ | ----------- | ----------------- |
| As Melhores                  | - Lançamento: 1999 - Gravadora: Sony Music/Epic - Formatos: CD                             |             |                   |
| Perfil - Adriana Calcanhotto | - Lançamento: 2001 - Gravadora: Som Livre - Formatos: CD                                   | - : 500.000 | - PMB: 2× Platina |
| Seleção Essencial            | - Lançamento: 2010 - Gravadora: Sony Music - Formatos: CD, download digital                | - : 70.500  |                   |
| Nada Ficou no Lugar          | - Lançamento: 15 de fevereiro de 2019 - Gravadora: Sony Music - Formatos: download digital |             |                   |

## Álbuns deremixes
| Álbum            | Detalhes                                                                               |
| ---------------- | -------------------------------------------------------------------------------------- |
| Remix Século XXI | - Lançamento: 18 de janeiro de 2021 - Gravadora: Xirê - Formatos: LP, download digital |

## Álbuns de vídeo
| Álbum                                                            | Detalhes                                                                    | Vendas     | Certificações |
| ---------------------------------------------------------------- | --------------------------------------------------------------------------- | ---------- | ------------- |
| Voz & Violão Ao Vivo                                             | - Lançamento: 1991 - Gravadora: Sony Music Video - Formatos: VHS            |            |               |
| Público                                                          | - Lançamento: 2001 - Gravadora: Sony BMG - Formatos: VHS, DVD               | - : 25.000 | - PMB: Ouro   |
| Adriana Partimpim - O Show                                       | - Lançamento: 2005 - Gravadora: BMG - Formatos: CD+DVD                      | - : 25.000 | - PMB: Ouro   |
| Partimpim Dois é Show                                            | - Lançamento: 2010 - Gravadora: Sony Music - Formatos: DVD, Blu-ray, CD+DVD | - : 25.000 |               |
| Multishow ao Vivo: Micróbio Vivo                                 | - Lançamento: 2012 - Gravadora: Sony Music - Formatos: DVD, Blu-ray         | - : 10.000 |               |
| Olhos de Onda                                                    | - Lançamento: 2014 - Gravadora: Sony Music - Formatos: DVD                  | - : 20.000 |               |
| Loucura: Adriana Calcanhotto canta Lupicínio Rodrigues (Ao Vivo) | - Lançamento: 2015 - Gravadora: Sony Music - Formatos: DVD                  | - : 10.000 |               |
| Margem, Finda a Viagem (Ao Vivo)                                 | - Lançamento: 2020 - Gravadora: Biscoito Fino - Formatos: DVD               | - : 1.000  |               |

## Singles
| Canção                                               | Ano  | Álbum                     |
| ---------------------------------------------------- | ---- | ------------------------- |
| "Naquela Estação"                                    | 1990 | Enguiço                   |
| "Esquadros"                                          | 1992 | Senhas                    |
| "Mentiras"                                           | 1992 | Senhas                    |
| "Metade"                                             | 1994 | A Fábrica do Poema        |
| "Inverno"                                            | 1994 | A Fábrica do Poema        |
| "Cariocas"                                           | 1994 | A Fábrica do Poema        |
| "Vambora"                                            | 1998 | Maritmo                   |
| "Mais Feliz"                                         | 1998 | Maritmo                   |
| "Por Isso Corro Demais"                              | 1998 | Maritmo                   |
| "Devolva-me"                                         | 2000 | Público                   |
| "Medo de Amar Nº 3"                                  | 2000 | Público                   |
| "Maresia"                                            | 2000 | Público                   |
| "Pelos Ares"                                         | 2002 | Cantada                   |
| "Justo Agora"                                        | 2003 | Cantada                   |
| "Fico Assim Sem Você"                                | 2004 | Adriana Partimpim         |
| "Oito Anos"                                          | 2004 | Adriana Partimpim         |
| "Mulher Sem Razão"                                   | 2008 | Maré                      |
| "Gatinha Manhosa"                                    | 2009 | Partimpim Dois            |
| "Lindo Lago do Amor"                                 | 2012 | Partimpim Tlês            |
| "Acalanto"                                           | 2012 | Partimpim Tlês            |
| "Me Dê Motivo"                                       | 2014 | Olhos de Onda             |
| "Loucura"                                            | 2015 | Loucura                   |
| "Não Demora"                                         | 2016 | Adicionado à nenhum álbum |
| "A Mulher do Pau Brasil"                             | 2018 | Adicionado à nenhum álbum |
| "O Cu do Mundo"                                      | 2018 | Adicionado à nenhum álbum |
| "Cariocas" (com Mahmundi)                            | 2018 | Nada Ficou no Lugar       |
| "Por Que Você Faz Cinema?" (com Rubel)               | 2018 | Nada Ficou no Lugar       |
| "Mentiras" (com Johnny Hooker)                       | 2018 | Nada Ficou no Lugar       |
| "Negros" (com OQuadro)                               | 2018 | Nada Ficou no Lugar       |
| "Vambora" (com Priscila Tossan)                      | 2018 | Nada Ficou no Lugar       |
| "Âmbar" (com Ava Rocha)                              | 2018 | Nada Ficou no Lugar       |
| "Ogunté"                                             | 2019 | Margem                    |
| "Cantada (Depois de Ter Você)" (com Arthur Nogueira) | 2019 | Nada Ficou no Lugar       |
| "Já Reparô?" (com Letrux)                            | 2019 | Nada Ficou no Lugar       |
| "Inverno" (com Tais Alvarenga)                       | 2019 | Nada Ficou no Lugar       |
| "Pode Se Remoer" (com Preta Gil)                     | 2019 | Nada Ficou no Lugar       |
| "Seu Pensamento" (part. Duda Beat)                   | 2019 | Nada Ficou no Lugar       |
| "Esquadros" (com Jaloo)                              | 2019 | Nada Ficou no Lugar       |
| "Margem"                                             | 2019 | Margem                    |
| "Lá Lá Lá"                                           | 2019 | Margem                    |
| "Dessa Vez"                                          | 2019 | Margem                    |
| "Era Para Ser"                                       | 2019 | Margem                    |
| "Tua"                                                | 2019 | Margem                    |
| "Bunda Lê Lê" (part. Dennis DJ)                      | 2020 | Só                        |
| "Meu Bonde"                                          | 2020 | Margem, Finda a Viagem    |
| "2 de Junho"                                         | 2020 | Adicionado à nenhum álbum |
| "Futuros Amantes"                                    | 2020 | Margem, Finda a Viagem    |
| "Mentiras" (part. Rubel)                             | 2020 | Margem, Finda a Viagem    |
| "Vumbora Amar" (com Fran & Ubunto)                   | 2022 | Adicionado à nenhum álbum |
| "Horário de Verão"                                   | 2023 | Errante                   |
| "Pra lhe Dizer"                                      | 2023 | Errante                   |

## Trilhas sonoras
| Canção                                                          | Ano  | Obra                      | Tema                                                             |
| --------------------------------------------------------------- | ---- | ------------------------- | ---------------------------------------------------------------- |
| "Perfeição Existe"                                              | 1989 | Oliver e sua Turma        | Tema de Georgette                                                |
| "Naquela Estação"                                               | 1990 | Rainha da Sucata          | Tema de Mariana (Renata Sorrah)                                  |
| "Mentiras"                                                      | 1993 | Renascer                  | Tema de Mariana (Adriana Esteves)                                |
| "Metade"                                                        | 1994 | Quatro por Quatro         | Tema de Babalu (Letícia Spiller)                                 |
| E o mundo não se acabou"                                        | 1996 | O Fim do Mundo            | Tema geral                                                       |
| "Inverno"                                                       | 1996 | Colégio Brasil            | Tema de Tininha (Ana Kutner) e Manuel Boi (Taumaturgo Ferreira)  |
| "Vambora"                                                       | 1998 | Torre de Babel            | Tema de Rafaela (Christiane Torloni) e Leila (Sílvia Pfeifer)    |
| "Âmbar"(interpretada por Maria Bethânia)                        | 1998 | Labirinto                 | Tema geral                                                       |
| "Mais Feliz"                                                    | 1999 | Suave Veneno              | Tema de Maria Regina (Letícia Spiller) e Adelmo (Ângelo Antônio) |
| "A Brasileira"                                                  | 1999 | Chiquinha Gonzaga         | Tema geral                                                       |
| "Devolva-me"                                                    | 2000 | Laços de Família          | Tema de Clara (Regiane Alves)                                    |
| "Maresia"                                                       | 2002 | Desejos de Mulher         | Tema de Diogo (Herson Capri)                                     |
| "Cantada (Depois de Ter Você)"(interpretada por Maria Bethânia) | 2002 | Desejos de Mulher         | Tema de Andréa (Regina Duarte) e Diogo (Herson Capri)            |
| "Pelos Ares"                                                    | 2002 | O Beijo do Vampiro        | Tema de Lara (Déborah Secco)                                     |
| "Justo Agora"                                                   | 2003 | Agora É Que São Elas      | Tema de Léo (Débora Falabella)                                   |
| "Outra Vez"                                                     | 2006 | Páginas da Vida           | Tema de Anna Maria (Deborah Evelyn) e Miroel (Angelo Antonio)    |
| "Do Fundo do Meu Coração" (dueto com Erasmo Carlos)             | 2006 | O Profeta                 | Tema de Teresa (Paula Burlamaqui) e Arnaldo (Rodrigo Phavanello) |
| "Três"                                                          | 2008 | Ciranda de Pedra          | Tema de Letícia (Paola Oliveira)                                 |
| "Mulher Sem Razão"                                              | 2008 | A Favorita                | Tema de Donatela (Cláudia Raia)                                  |
| "Um Dia Desses" (dueto com Moreno Veloso)                       | 2008 | Três Irmãs                | Tema de Waldete (Regina Duarte)                                  |
| "Gatinha Manhosa"                                               | 2010 | Passione                  | Tema de Sinval (Kayky Brito) e Fátima (Bianca Bin)               |
| "Canção de Novela"                                              | 2010 | Passione                  | Tema de Melina (Mayana Moura)                                    |
| "Medo de Amar"                                                  | 2011 | Rebelde                   | Tema de Roberta (Lua Blanco) e Diego (Arthur Aguiar)             |
| "Maldito Rádio"                                                 | 2012 | Cheias de Charme          | Tema de Inácio (Ricardo Tozzi)                                   |
| "Lindo Lago do Amor"                                            | 2013 | Saramandaia               | Tema de Stela (Laura Neiva) e Thiago (Pedro Tergolina)           |
| "Me dê Motivo"                                                  | 2014 | Geração Brasil            | Tema de Jonas (Murilo Benício) e Verônica (Taís Araújo)          |
| "Devolva-me"                                                    | 2015 | Além do Tempo             | Tema de Afonso (Caio Paduan)                                     |
| "Não Demora"                                                    | 2016 | A Lei do Amor             | Tema de Isabela (Alice Wegmann)                                  |
| "Cantada (Depois de Ter Você)"(interpretada por Maria Bethânia) | 2017 | Os Dias Eram Assim        | Tema complementar                                                |
| "Gatinha Manhosa"                                               | 2019 | Amor de Mãe               | Tema complementar                                                |
| "Era Pra Ser"                                                   | 2021 | Nos Tempos do Imperador   | Tema de Dolores (Daphne Bozaski) e Nélio (João Pedro Zappa)      |
| "Esquadros" (interpretada por Jaloo)                            | 2021 | Quanto Mais Vida, Melhor! | Tema geral                                                       |
| "Dona de Castelo"                                               | 2023 | Amor Perfeito             | Tema de Gilda (Mariana Ximenes)                                  |